# Amnesia retrograda
L'amnesia retrograda è un tipo di amnesia (disturbo della memoria a lungo termine) a causa del quale il paziente non riesce a ricordare gli eventi avvenuti antecedentemente al momento in cui si è manifestato il disturbo. La lacuna di memoria può estendersi nel passato per un periodo che varia da alcuni anni fino all'intera vita; tuttavia, chi è affetto da amnesia retrograda riesce a ricordare e a gestire con lucidità tutto ciò che avviene in seguito all'evento-causa del disturbo.
Un famoso caso di amnesia retrograda è quello dell'americano Benjaman Kyle, ritrovato una mattina nudo nel parcheggio di un fast food e che non ricorda nulla del suo passato.